# Noviciat
Noviciat (af latin novus ny) er i kirkelig sammenhæng prøvetiden for en kommende nonne eller munk i et kloster. Prøvetiden finder sted inden aflæggelse af de første løfter og varer normalt et år og må ikke vare mindre end seks måneder. I den periode gennemgår novicen en uddannelse med henblik på at afklare, om vedkommende vil og kan indtræde i klosterlivet. Noviciatet afsluttes med aflæggelse af de første løfter.
Forud for at blive novice, skal personen have været postulant.